# FLUKA
FLUKA (FLUktuierende KAskade) è un codice Monte Carlo totalmente integrato per la simulazione del trasporto e interazione con la materia di particelle elementari e nuclei. FLUKA trova molte applicazioni nel campo della fisica delle particelle elementari, nel calcolo di radioprotezione, per la progettazione di rivelatori di particelle, fisica dei raggi cosmici, dosimetria, fisica medica e in particolare radioterapia. Una recente linea di sviluppo riguarda l'adroterapia.
FLUKA è disponibile sotto forma di libreria di oggetti pre-compilati per alcune piattaforme di calcolo. Il codice sorgente può essere reso disponibile alle condizioni specificate nella licenza di FLUKA.
FLUKA è sviluppato con il linguaggio FORTRAN e nel caso del sistema operativo Linux è richiesto l'uso del compilatore g77. Dal 2011 è disponibile anche la versione a 64 bit compilata in gfortran (per versione superiore alla 4.5).
Attualmente FLUKA può essere utilizzato anche mediante l'uso di una interfaccia grafica per l'utente denominata Flair. Questa è stata sviluppata usando il linguaggio di programmazione Python ed è disponibile nel sito web del progetto.
Questo software è distribuito e mantenuto dall'INFN e dal CERN, che ne detengono il copyright.
A volte viene impropriamente utilizzato il nome FLUKA per riferirsi a precedenti versioni della sola parte relativa al generatore di interazioni adroniche che sono state interfacciate ad altri codici. In particolare per il caso di GEANT3 . In questo caso si dovrebbe usare come riferimento, per esempio, il nome GEANT-FLUKA e non FLUKA. Infatti la versione del generatore adronico di FLUKA implementato in GEANT3 è del 1993 e non è mai stato ulteriormente sviluppato.